# OOCL M-Klasse
Die Schiffe der OOCL M-Klasse, auch OOCL-Brussels-Typ, zählten bei ihrer Indienststellung ab 2013 zu den weltweit größten Containerschiffen.

## Geschichte
Die Baureihe wurde von 2012 bis 2014 von der südkoreanischen Werft Samsung Heavy Industries in Koje gebaut und umfasst zehn Einheiten. Auftraggeber der Baureihe war die in Hongkong ansässige Orient Overseas Container Line (OOCL). Sechs Schiffe kamen für OOCL in Fahrt, vier bis 2016 in Charter für die japanische Reederei NYK. Die Schiffe werden in Liniendiensten von OOCL eingesetzt.
Bei der Erprobung der OOCL Brussels kam es zu einer schwerwiegenden Beschädigung der Propellerwelle.

## Technik

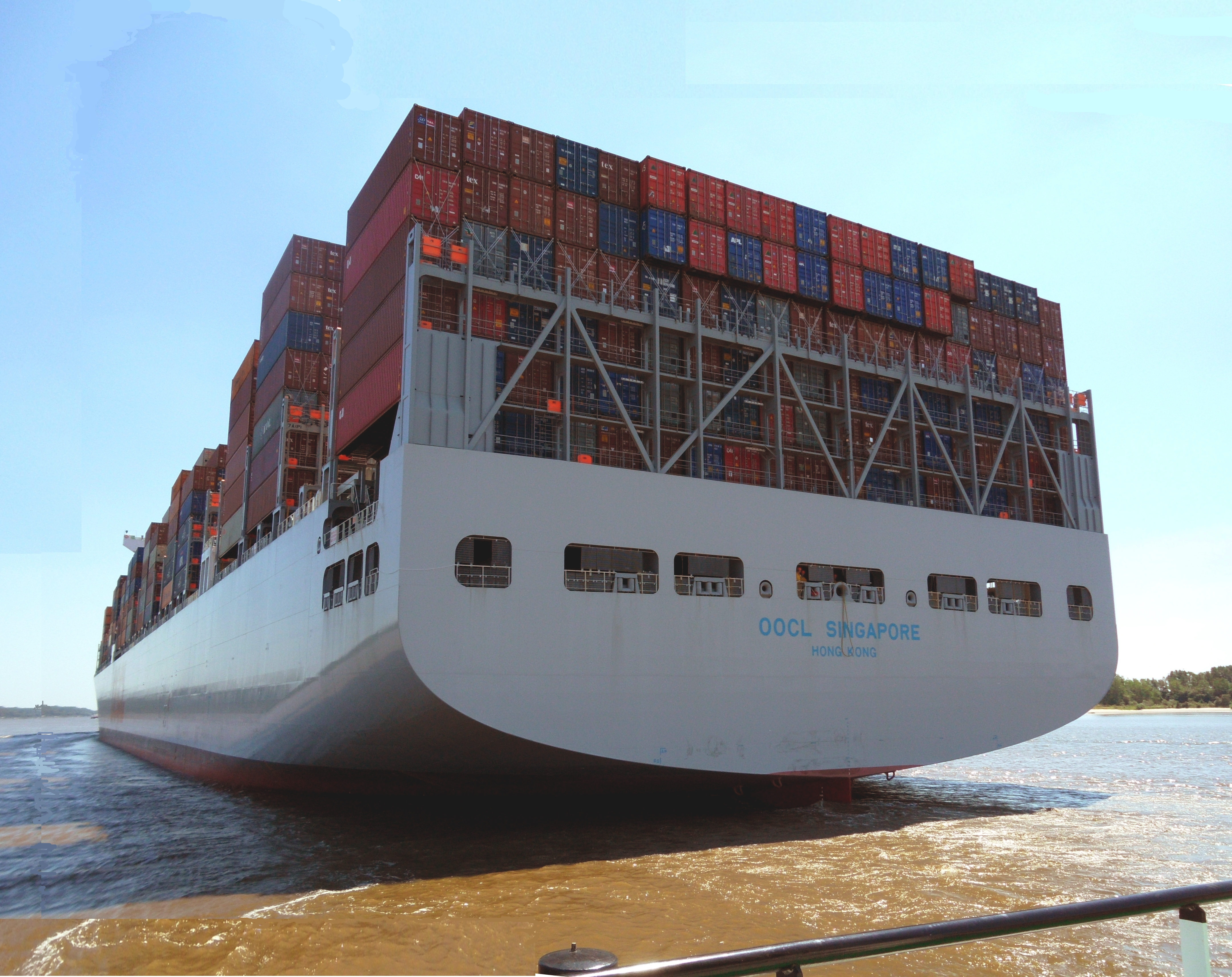
Heckansicht der OOCL Singapore

Die beim American Bureau of Shipping klassifizierten M-Klasse-Schiffe zählen zur Gruppe der ULCS-Containerschiffe. Schiffbaulich auffallend ist das Deckshaus, das anders als bei der Mehrzahl der herkömmlichen Containerschiffe weit vorne angeordnet ist, was einen verbesserten Sichtstrahl und somit eine höhere vordere Decksbeladung ermöglicht. Im Sinne des Umweltschutzes in der Seeschifffahrt sind die unterhalb des Aufbaus angeordneten Bunkertanks erwähnenswert, die MARPOL-Vorschriften erfüllen. Die Laderäume der Schiffe werden mit Pontonlukendeckeln verschlossen. Die Schiffe haben eine maximale Containerkapazität von rund 13.200 TEU, bei einem durchschnittlichen Containergewicht von vierzehn Tonnen verringert sich die Kapazität auf etwa 9080 Einheiten. Weiterhin sind 800 Anschlüsse für Integral-Kühlcontainer vorhanden.
Der Antrieb der Schiffe besteht aus einem bei Hyundai in Lizenz gebauten Zwölfzylinder-Zweitakt-Dieselmotor von MAN B&W (Typ: 12S90ME-C9.2), dessen Leistung von normal 69.720 kW elektronisch auf 54.200 kW begrenzt wird.

## Die Schiffe
| OOCL-M-Klasse                               | OOCL-M-Klasse | OOCL-M-Klasse | OOCL-M-Klasse                                      | OOCL-M-Klasse              | OOCL-M-Klasse |
| Schiffsname                                 | Baunummer     | IMO-Nummer    | Kiellegung Stapellauf Ablieferung                  | Spätere Namen und Verbleib |               |
| ------------------------------------------- | ------------- | ------------- | -------------------------------------------------- | -------------------------- | ------------- |
| NYK Helios                                  | 2002          | 9622588       | 2. Juli 2012 19. September 2012 22. Januar 2013    | OOCL Poland (2016)         |               |
| OOCL Brussels                               | 2003          | 9622590       | 13. August 2012 3. November 2012 26. März 2013     | -                          |               |
| OOCL Berlin                                 | 2004          | 9622605       | 21. September 2012 10. Dezember 2012 26. März 2013 | -                          |               |
| NYK Hercules                                | 2005          | 9622617       | 5. November 2012 12. Januar 2013 30. April 2013    | OOCL France (2016)         |               |
| OOCL Chongqing                              | 2006          | 9622629       | 11. Dezember 2012 24. Februar 2013 28. Juni 2013   | -                          |               |
| NYK Hermes                                  | 2007          | 9622631       | 14. Januar 2013 30. März 2013 26. Juli 2013        | OOCL Egypt (2016)          |               |
| OOCL Bangkok                                | 2008          | 9627978       | 25. Februar 2013 4. Mai 2013 13. September 2013    | -                          |               |
| NYK Hyperion                                | 2009          | 9627980       | 1. April 2013 15. Juni 2013 16. Oktober 2013       | OOCL Malaysia (2016)       |               |
| OOCL Korea                                  | 2010          | 9627992       | 14. Oktober 2013 11. Januar 2014 17. April 2014    | -                          |               |
| OOCL Singapore                              | 2011          | 9628001       | 3. Dezember 2013 22. Februar 2014 23. Mai 2014     | -                          |               |
| Daten: Equasis, American Bureau of Shipping |               |               |                                                    |                            |               |